# Stazione di Casella
Stazione di Casella vasútállomás Olaszországban, Casella településen.

## Vasútvonalak
Az állomást az alábbi vasútvonalak érintik:
- Genova–Casella-vasútvonal

## Kapcsolódó állomások
A vasútállomáshoz az alábbi állomások vannak a legközelebb:
- Stazione di Casella Deposito (Stazione di Genova Piazza Manin, Genova–Casella-vasútvonal)